# Meguilá (Talmud)

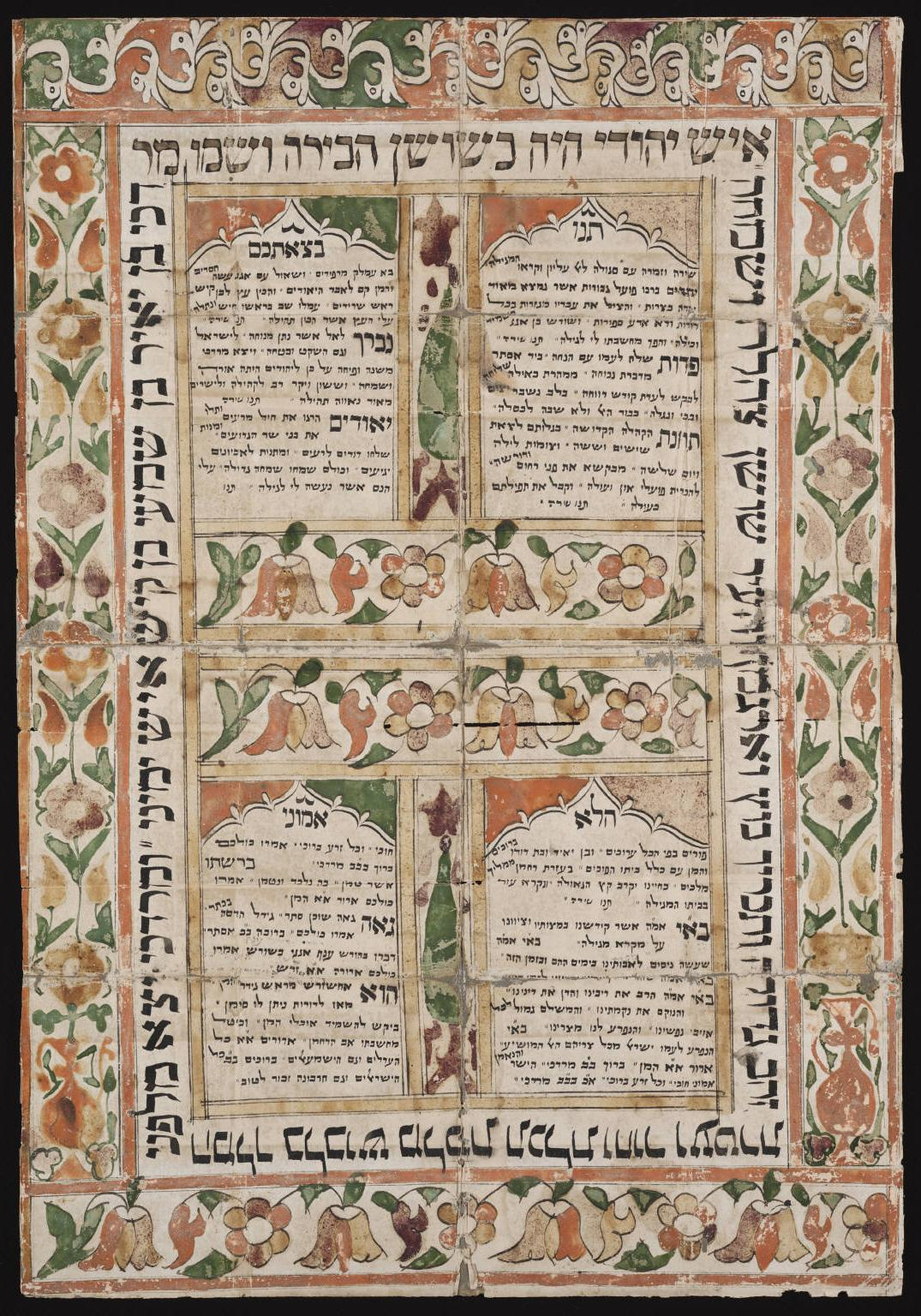
Placa luminosa sobre papel con caligrafía y elementos decorativos. Incluye cuatro poemas litúrgicos para Purim, habitual entre los judíos kurdos, versos del Libro de Ester y las bendiciones recitadas antes y después de la lectura de la Meguilá.

Meguilá es el décimo tratado del orden de Moed de la Mishná. Este tratado y su Guemará tratan sobre las leyes de la festividad de Purim, y hacen comentarios sobre el Libro de Ester. El tratado también incluye las leyes relacionadas con la lectura pública de la Torá, en la sinagoga.

## Introducción
Una Meguilá es un relato o un libro, pero el término por sí mismo comúnmente se refiere al Libro de Ester. El tratado talmúdico de Meguilá es el décimo tratado del orden de Moed, su tema principal es, como su nombre indica, la lectura del Libro de Ester (comúnmente llamado Meguilat Esther) durante la fiesta judía de Purim.
El tratado Meguilá contiene 33 mishnayot (artículos), divididos en cuatro capítulos. El tratado Meguilá trata sobre la Torá y los profetas, el Shabat, las festividades, las reglas de santificación del lugar de culto, y la utilización de los diferentes objetos de culto.

## Guemará
La Guemará de los sabios de Babilonia, y de los sabios de Jerusalén, forma juntamente con el texto de la Mishná, el Talmud de Babilonia, y el Talmud de Jerusalén respectivamente, ambas obras discuten y explican las diferentes mishnayot, las discusiones de los sabios que tratan sobre la Halajá (temas legales), o sobre la Hagadá (temas no legales). El Talmud de Babilonia, es rico en frases, proverbios, historias, leyendas y otras interpretaciones.

## Halajá
Meguilá 4,10: "La historia de Rubén se lee y no se traduce, la historia de Tamar se lee y se traduce, la historia del primer becerro se lee y se traduce, la historia del segundo becerro se lee y no se traduce, la bendición de los sacerdotes, la historia de David y Amnón no se lee y no se traduce.
Meguilá 26b : "Nuestros maestros enseñaron: los utensilios de prescripción que se han vuelto inutilizables se tiran, mientras que los utensilios de santidad se guardan. Aquí están los utensilios de prescripción: sucá, lulav, shofar, tzitzit. Y estos son los utensilios de la santidad: las bolsas en las que se colocan los rollos de la Torá, las tefilín y las mezuzot, el manto donde se guarda el rollo de la Torá, y la bolsa donde se guardan las filacterias".

## Hagadá
Meguilá 3a: contiene una Hagadá que atribuye el Targum de los libros proféticos al judío Yonathan ben Uziel.
Meguilá 9a: menciona el Targum y la traducción al griego del Tanaj, el Antiguo Testamento y las diferencias introducidas voluntariamente entre las dos versiones de la Biblia hebrea. Existe una traducción del Antiguo Testamento al idioma griego, llamada la Septuaginta, creada por 72 sabios antiguos a petición del Rey Ptolomeo.